# Асенвије
Асенвије (фр. Assainvillers) насеље је и општина у североисточној Француској у региону Пикардија, у департману Сома која припада префектури Мондидје.
По подацима из 2011. године у општини је живело 133 становника, а густина насељености је износила 18,22 становника/km². Општина се простире на површини од 7,3 km². Налази се на средњој надморској висини од 85 метара (максималној 100 m, а минималној 68 m).

## Демографија
| 1962. | 1968. | 1975. | 1982. | 1990. | 1999. | 2011. |
| ----- | ----- | ----- | ----- | ----- | ----- | ----- |
| 165   | 159   | 103   | 110   | 134   | 157   | 133   |

График промене броја становника у току последњих година